# Lhotka (Svinaře)
Lhotka je vesnice, část obce Svinaře v okrese Beroun ve Středočeském kraji. Leží v klínu před soutokem Svinařského a Bělečského potoka, a při spojce mezi silnicemi Svinaře – Zadní Třebaň a Liteň – Zadní Třebaň. V horní části vesnice bývala kaplička. U hlavní silnice stojí na vysokém podstavci zvonička a vedle ní je železný kříž s datem 1859.

## Historie
První písemná zmínka o vesnici pochází z roku 1554.
Mezi léty 1869 až 1930 byla Lhotka osadou obce Svinaře v okrese Hořovice. Od roku 1950 je Lhotka částí obce Svinaře v okrese Beroun.
V roce 1869 v obci žilo 118 obyvatel. Nejvíce obyvatel měla Lhotka roku 1900, kdy zde žilo 160 obyvatel. 

## Geografie
Lhotka se nachází přibližně tři kilometry severně od Svinař a přibližně sedmnáct kilometrů jihovýchodně od okresního města Beroun.

## Obyvatelstvo
| Rok            | 1869 | 1880 | 1890 | 1900 | 1910 | 1921 | 1930 | 1950 | 1961 | 1970 | 1980 | 1991 | 2001 | 2011 | 2021 |
| -------------- | ---- | ---- | ---- | ---- | ---- | ---- | ---- | ---- | ---- | ---- | ---- | ---- | ---- | ---- | ---- |
| Počet obyvatel | 118  | 106  | 99   | 160  | 105  | 104  | 98   | 67   | 72   | 60   | 58   | 36   | 44   | 70   | 129  |
| Počet domů     | 16   | 16   | 16   | 16   | 16   | 16   | 17   | 21   | 21   | 17   | 22   | 17   | 22   | 30   | 30   |

## Doprava
Silnice kolem Lhotky vedou do okolních obcí Zadní Třebaň, Liteň a Svinaře. Na okraj Prahy to je po silnici zhruba 16 kilometrů a do Berouna 13 kilometrů.

#### Hromadná doprava
- Silniční - v části obce Bílý Kámen je autobusová zastávka, kde zastavují autobusy jedou směrem do Zadní Třebaně, Berouna a Hostomic.
- Železniční - ačkoliv přímo obcí nevede žádná trať, tak ve vzdálenosti necelého kilometru a půl je vlaková zastávka Běleč, odkud se lze dostat do Zadní Třebaně, Litně a Lochovic.